# Charles de Bourbon, greve av Charolais
Charles av Bourbon, greve av Charolais, född 1700, död 1760, var en fransk prins. 
Han var son till Louis III av Bourbon och Louise-Françoise de Bourbon och därmed dotterson till Ludvig XIV. Han gifte sig aldrig, men hade två döttrar med Marguerite Caron de Rancurel. 
Charles tjänstgjorde i det osmanska kriget 1714-18, utnämndes 1720 till guvernör i Touraine och tjänstgjorde som guvernör åt sin brorson Louis Joseph av Bourbon. Han var också 1728 föremål för Ludvig XV:s försök att placera en fransk kandidat på den polska tronen under kungavalet genom ett äktenskap med den polska arvtagerskan Maria Zofia Czartoryska. 
Charles av Bourbon hade under sin samtid ett rykte om sig att vara grym, och beskrevs som arrogant och våldsam. Enligt samtida polisrapporter ska han ha kidnappat kvinnor och flickor och utnyttjat dem i sadistiska orgier han arrangerade med sina vänner. En incident beskriver hur han attackerade och svårt skadade en kusk som av misstag parkerat sin vagn på en plats reserverad för prinsar. Han ska också vara skyldig till ett mord, då han vid ett tillfälle avfyrade en pistol mot en man och dödade honom utan uppenbar orsak. Dessa händelser inträffade dock i ett feodalt klass- och privilegiesamhälle och polisrapporterna som beskrev hans gärningar var hemligstämplade. Det antogs att hans beteende berodde på en ärftlig sinnessjukdom, då både hans far och farfar var sinnessjuka med våldsamma tendenser. Pistolmordet ägde rum under Filip II av Orléans regeringstid, och regenten kommenterade det med att även om han var förhindrad att  bestraffa Charolais på grund av dennes rang, lovade han att benåda vem som helst som ingrep mot honom. Charles av Bourbon anses ligga till grund för vissa av sadisterna i Markis de Sade's romaner. 